# Zalk en Veecaten

Wapen van de heerlijkheid Zalk en Veecaten

Wapen van de voormalige gemeente Zalk en Veecaten

Zalk en Veecaten is een voormalige heerlijkheid in Overijssel aan beide oevers van de IJssel. Na de vorming van gemeenten in 1813 werd de heerlijkheid omgevormd tot de gemeente Zalk en Veecaten.
Tot 1 januari 1937 was Zalk en Veecaten een zelfstandige gemeente; vissersboten uit de gemeente voeren onder de havencode ZVC. Vervolgens maakte het deel uit van de gemeente IJsselmuiden. Toen de gemeente IJsselmuiden op 1 januari 2001 bij de gemeente Kampen werd gevoegd, gingen ook Zalk en Veecaten deel uitmaken van deze gemeente.